# Angolars
Els angolars són un poble de São Tomé i Príncipe. En nombre, actualment són el segon grup del país, per davant dels mestiços i després dels forros. El cens de 1950 va revelar l'existència de 4.490 angolars, i actualment són al voltant de 10.000. Són els únics africans no barrejats a l'arxipèlag. Generalment són pescadors i establerts al llarg del litoral, al nord-est i sud de l'illa de São Tomé, entre São João dos Angolares i Porto Alegre. Han viscut molt de temps separats d'altres poblacions i la seva identitat cultural (angolaridade) és forta, marcada per la història que els dona una imatge de valents, resistents fins i tot temibles.

## Història
Són els descendents directes d'esclaus originaris d'Angola, però les circumstàncies de la seva arribada segueixen sent incertes. D'acord amb una versió distribuïda per les autoritats colonials, els primers a arribar van ser els supervivents d'un naufragi entre 1540 i 1550 d'un vaixell que transportava uns vuit-cents esclaus amb destí Brasil. Establerts en una regió muntanyosa, no es va parlar dels supervivents fins a 1574. A continuació van dur a terme una llarga sèrie d'accions violentes contra dels interessos dels colons, sobretot sota la influència d'un líder carismàtic, Amador, que es va proclamar «rei de São Tomé» durant la revolta dels angolars. Els angolars es van fer amos efectius de l'illa entre 1595 i 1596, però els portuguesos van aconseguir capturar Amador. Els seus partidaris van continuar lluitant clandestinament fins al segle xix.

## Cultura
La cultura dels angolars és rica en contes i cants tradicionals que es creu que són influenciats per la tradició bantu.
Parlen l'angolar (o ngola), una llengua criolla amb base de portuguès.
La pesca hi juga un rol central. Els angolars se serveixen de dongos, caiucs tallats del tronc de l'arbre Bombax ceiba o de morera. Les dones són les encarregades de la transformació i comercialització dels productes de la pesca. Elles també crien cabres i venen teles o altres articles.